# Weihnachtsmarken der Deutschen Bundespost Berlin
Die Weihnachtsmarken der Deutschen Bundespost Berlin wurden in den Jahren 1969 bis 1988 von der Deutschen Bundespost Berlin jährlich als Sondermarke mit einem Zuschlag für wohltätige Zwecke ausgegeben. Einmalig gab es im Jahr 1989 zwei Marken; im letzten Jahr ihres Bestehens erschien keine weitere Ausgabe. Drei dieser Briefmarken gab es nur als Briefmarkenblock. Alle Briefmarken waren bis zum 31. Dezember 1991 frankaturgültig.
Die Ausgabe der Weihnachtsmarken wird von den Nachfolgern der Deutschen Bundespost Berlin bis heute fortgesetzt:

„Meine Damen und Herren, die Weihnachtsmarken werden – das ist eine schöne Tradition seit mehr als drei Jahrzehnten – mit einem Zuschlag zu Gunsten der Wohlfahrtspflege verkauft. Dieses Geld kommt unmittelbar der sozialen Arbeit der Wohlfahrtsverbände zu Gute [sic!]. Damit helfen Weihnachtsmarken Menschen, anderen Menschen zu helfen.“

## Liste der Ausgaben und Motive
Legende
- Bild: Eine bearbeitete Abbildung der genannten Marke. Das Verhältnis der Größe der Briefmarken zueinander ist in diesem Artikel annähernd maßstabsgerecht dargestellt. Sollten keine Marken abgebildet sein, liegt es daran, dass das Urheberrecht des Künstlers noch nicht erloschen ist.
- Beschreibung: Eine Kurzbeschreibung des Motivs und/oder des Ausgabegrundes. Bei ausgegebenen Serien oder Blocks werden die zusammengehörigen Beschreibungen mit einer Markierung versehen eingerückt.
- Wert: Der Frankaturwert der einzelnen Marke in Pfennig. Ein „+“ bedeutet, dass es sich um eine Zuschlagsmarke handelt (= Frankaturwert + Spende).
- Ausgabedatum: Das Datum des erstmaligen Verkaufs dieser Briefmarke.
- Auflage: Soweit bekannt, wird hier die zum Verkauf angebotene Anzahl dieser Ausgabe angegeben.
- Entwurf: Soweit bekannt, wird hier angegeben, von wem der Entwurf dieser Marke stammt.
- Mi.-Nr.: Diese Briefmarke wird im Michel-Katalog unter der entsprechenden Nummer gelistet.

| Bild | Beschreibung | Werte in Pfennig | Ausgabe- datum    | Auflage   | Entwurf                | Mi.-Nr. |
|      | Weihnachtsmarke 1969 „Drei Heilige aus dem Morgenland“, Zinnfigur (um 1850)                                                        | 10+5             | 13. November 1969 | 5.369.000 | Heinz Schillinger      | 352     |
|      | Weihnachtsmarke 1970 Engel, Krippenfigur aus dem Ursulinenkloster Innsbruck                                                        | 10+5             | 12. November 1970 | 5.545.000 | Erna de Vries          | 378     |
|      | Weihnachtsmarke 1971 Holzgedrechselter Weihnachtsengel                                                                             | 10+5             | 11. November 1971 | 5.636.000 | Heinz Schillinger      | 417     |
|      | Weihnachtsmarke 1972 Die „Heilige Familie“                                                                                         | 20+10            | 10. November 1972 | 5.178.000 | Cordier                | 441     |
|      | Weihnachtsmarke 1973 Weihnachtsstern                                                                                               | 20+10            | 9. November 1973  | 5.175.000 | Isolde Monson-Baumgart | 463     |
|      | Weihnachtsmarke 1974 Weihnachtlicher Strauß                                                                                        | 30+15            | 29. Oktober 1974  | 4.956.000 | Heinz Schillinger      | 481     |
|      | Weihnachtsmarke 1975 Schneeheide Erica carnea                                                                                      | 30+15            | 14. November 1975 | 5.060.000 | Heinz Schillinger      | 514     |
|      | Weihnachtsmarke 1976 Diese Marke erschien als Briefmarkenblock: Marienfenster im gotischen Chor der Frauenkirche Esslingen         | 30+15            | 16. November 1976 | 6.873.000 | Dieter von Andrian     | 528     |
|      | Weihnachtsmarke 1977 Diese Marke erschien als Briefmarkenblock: Maria mit dem Kinde, Glasfensterausschnitt aus St. Gereon in Köln  | 30+15            | 10. November 1977 | 6.202.000 | Claus Hansmann         | 560     |
|      | Weihnachtsmarke 1978 Diese Marke erschien als Briefmarkenblock: Anbetung der Könige, Fensterausschnitt der Frauenkirche in München | 30+15            | 16. November 1978 | 5.909.000 | Willy Fleckhaus        | 581     |
|      | Weihnachtsmarke 1979 Geburt Christi, Detail der Initiale „H“, Handschrift der Zisterzienserabtei Altenberg                         | 40+20            | 14. November 1979 | 6.400.000 | Peter Steiner          | 613     |
|      | Weihnachtsmarke 1980 Verkündigung der Hirten, Handschrift aus Altomünster                                                          | 40+20            | 13. November 1980 | 6.238.000 | Herbert Stelzer        | 633     |
|      | Weihnachtsmarke 1981 Heilige Drei Könige, Hinterglasmalerei aus Buchers (um 1820)                                                  | 40+20            | 12. November 1981 | 6.283.000 | Paul Froitzheim        | 658     |
|      | Weihnachtsmarke 1982 Anbetung der Könige, Detail des Petri-Altars von Meister Bertram                                              | 50+20            | 10. November 1982 | 8.954.000 | Bruno K. Wiese         | 688     |
|      | Weihnachtsmarke 1983 Afrikanische Krippe (Yoruba-Krippe)                                                                           | 50+20            | 10. November 1983 | 6.980.000 | Peter Steiner          | 707     |
|      | Weihnachtsmarke 1984 Heiliger Nikolaus                                                                                             | 50+20            | 8. November 1984  | 6.958.000 | Peter Steiner          | 729     |
|      | Weihnachtsmarke 1985 Anbetung der Könige, Mitteltafel des Dreikönigsaltars von Hans Baldung                                        | 50+20            | 12. November 1985 | 6.530.000 | Fritz Lüdtke           | 749     |
|      | Weihnachtsmarke 1986 Anbetung der Könige, rechter Flügel des Ortenberger Altars                                                    | 50+25            | 13. November 1986 | 6.189.000 | Fritz Lüdtke           | 769     |
|      | Weihnachtsmarke 1987 Anbetung der Könige, Miniatur aus einem englischen Psalter (13. Jahrhundert)                                  | 50+25            | 6. November 1987  | 5.890.000 | Fritz Lüdtke           | 797     |
|      | Weihnachtsmarke 1988 Verkündigung der Hirten, aus dem Evangeliar Heinrichs des Löwen                                               | 50+25            | 10. November 1988 | 6.834.000 | Silvia Runge           | 829     |
|      | Weihnachtsmarken 1989 Details aus dem „Englischen Gruß“ von Veit Stoß: - Engel                                                     | 40+20            | 16. November 1989 | 5.675.800 | Herbert Stelzer        | 858     |
|      | - Anbetung der Könige | 60+30            | 16. November 1989 | 4.715.000 | Herbert Stelzer        | 859     |